# Église Saint-Blaise de Ratisbonne

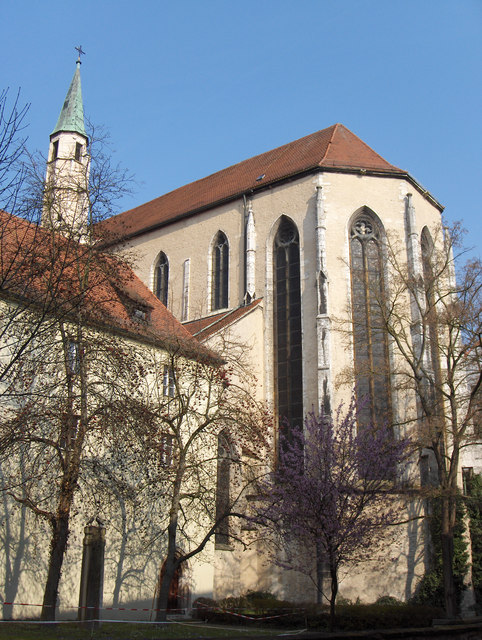
Vue du chevet.

L'église Saint-Blaise (Dominikanerkirche St. Blasius) est une église historique de Ratisbonne en Bavière. Elle se trouve dans la partie Ouest de la vieille ville dans une aire entre les rues Am Ölberg et Predigergasse et la Bismarckplatz, l'Albertus-Magnus-Platz et l'Aegidienplatz. Cette église dédiée à saint Blaise a été construite par les dominicains, en plus de cent ans à partir de 1229. C'est l'une des principales églises gothiques d'Allemagne et l'une des plus grandes églises dominicaines. Saint Albert le Grand y a vécu. L'église est aujourd'hui l'église de la congrégation mariale masculine de Ratisbonne.

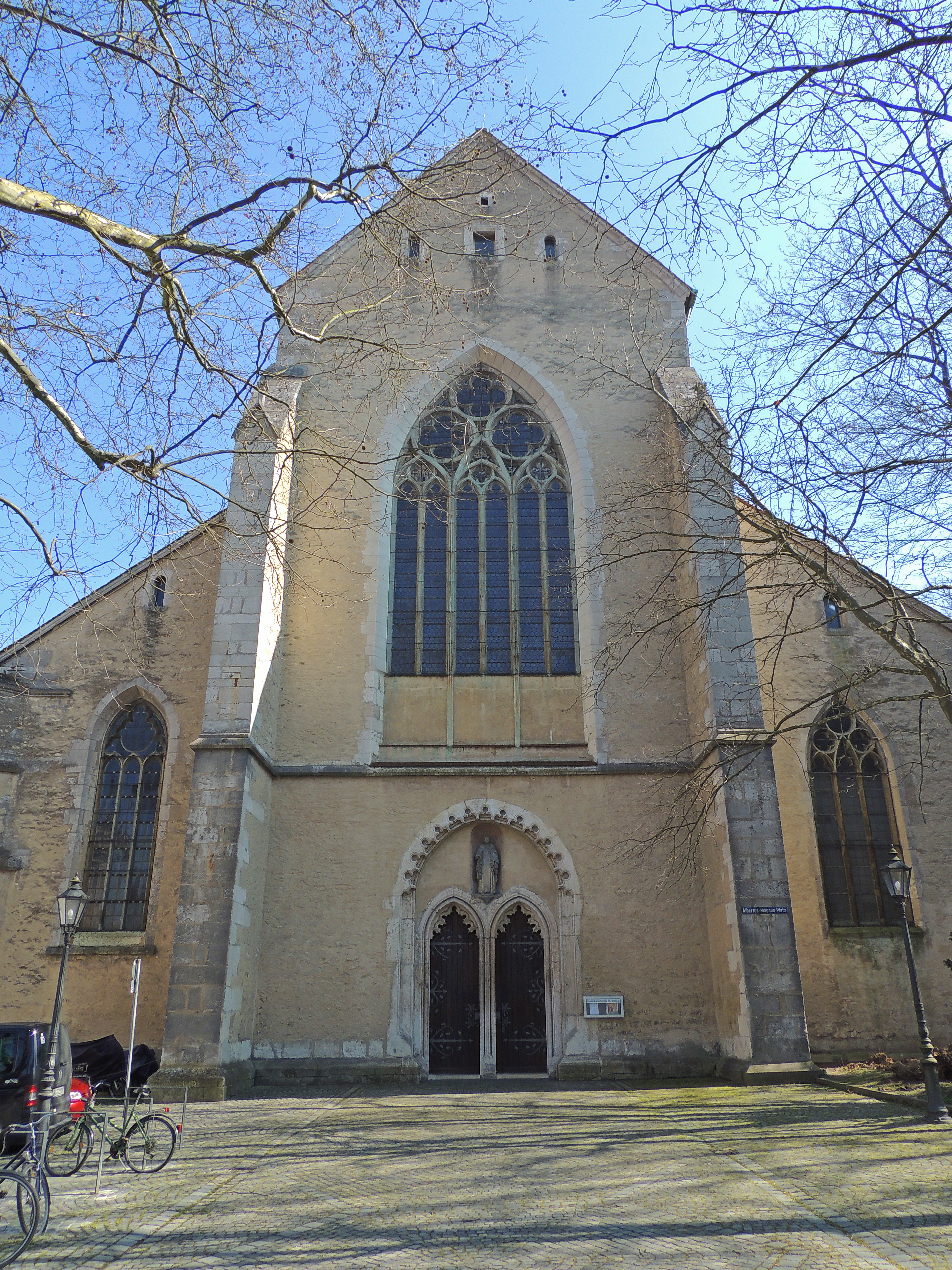
Façade occidentale.

## Architecture

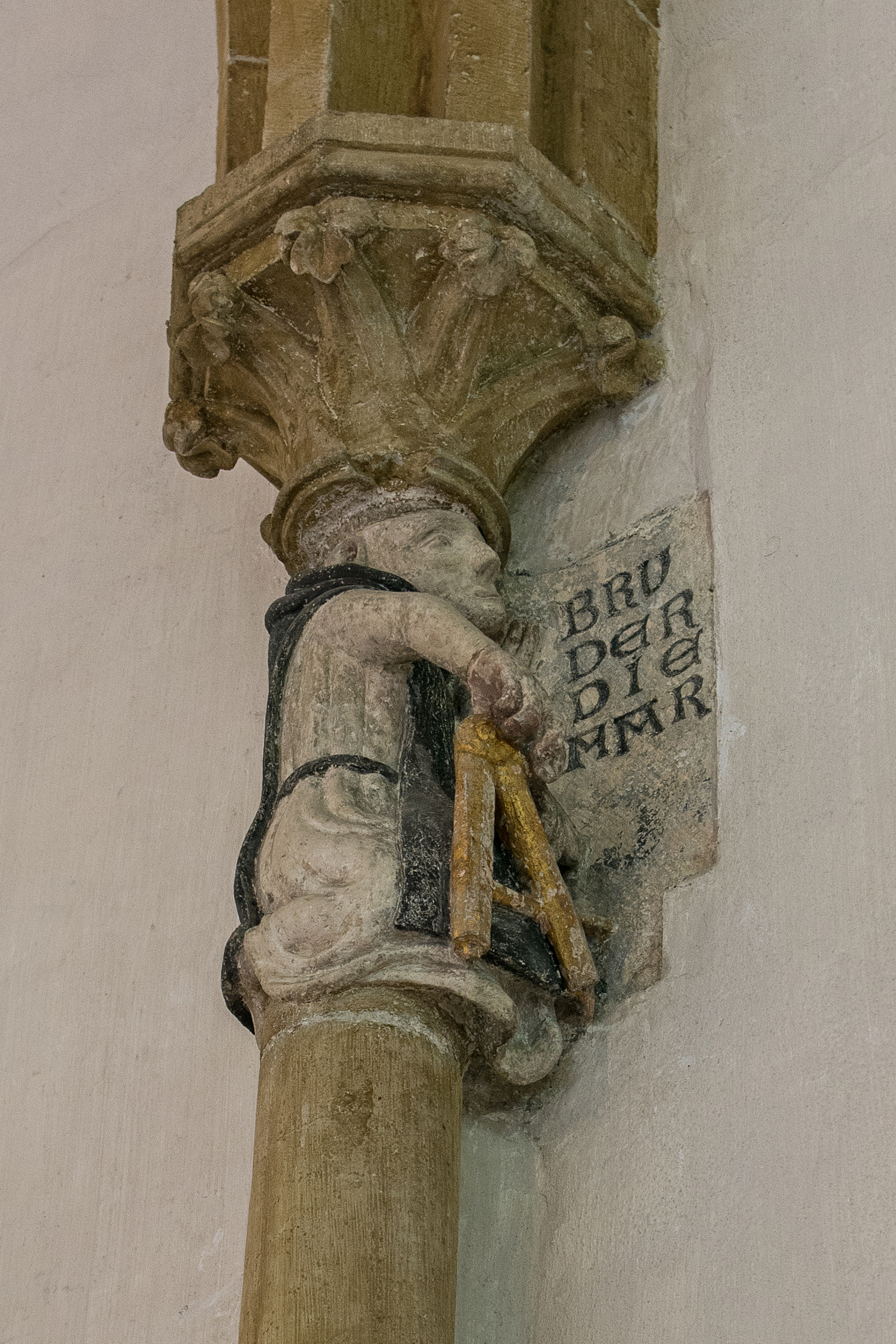
Le frère Diemar avec son compas.

L'église gothique, résolument simple, est à trois nefs sans transept et mesure 73 mètres de longueur et 25 mètres de largeur. Elle ne possède pas de haut clocher, étant une église d'ordre mendiant, mais une petite tourelle. La nef a six travées. Le chœur principal, à quatre travées dépassant à l'orient, est flanqué des deux côtés par des absides de trois travées chacune. Le vaisseau est conçu avec des voûtes nervurées. Un jubé existant à l'origine a été supprimé, de sorte qu'aujourd'hui la vue s'étend du portail au chœur principal. Le maître-autel et la chaire ont été créés au cours de la rénovation néogothique de 1869. On trouve au nord un deuxième portail avec une rosace. Les chapiteaux sont habilement décorés l'un d'eux du côté oriental montre un petit moine agenouillé vêtu de son habit dominicain avec un compas, sa règle et l'inscription « Frère Diemar » ; il s'agit du maître d'œuvre de l'église. Plusieurs figures animalières datant de 1280 environ se trouvent sur le contrefort oriental.

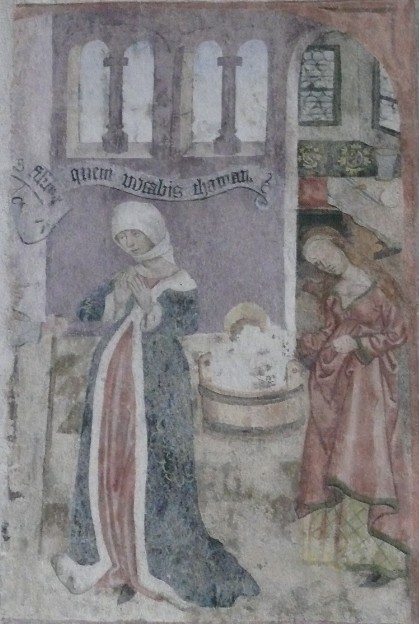
Fresque.

Une niche en face du chœur avec une ouverture travaillée plus tard a permis aux béguines soignées par les dominicains de suivre le service dans le chœur. Le chœur est meublé de stalles de la fin du XVe siècle. Les murs au-dessus et derrière les stalles portent des fresques du début du XIVe siècle et de la fin du XVe siècle. Dans le bas-côté Sud, il y a un passage néo-gothique vers la sacristie. Vient ensuite le cloître du XIIIe siècle. Une fresque en seize parties à l'extrémité occidentale du mur Sud date du XVe ou XVIe siècle. On remarque un buste reliquaire de saint Albert le Grand dans un autel latéral de la fin du XVIIe siècle.
Dès le XVIIe siècle, la hauteur de l'église et le manque de contreventement interne des murs expliquent que les hauts murs latéraux s'écartent de plus en plus en raison de la charge du toit. Les tentatives pour empêcher les murs de se fendre en installant une deuxième structure de toit ont échoué et ont été inversées au XIXe siècle. Depuis 2015, les ingénieurs installent des câbles et des poutres en acier pour stabiliser la structure. L'église ferme donc pour travaux et ne doit rouvrir qu'à la fin de l'année 2020 .

## Orgue
La tribune baroque possède un orgue dont le buffet baroque est construit vers 1727 avec un instrument de Willibald Siemann de l'année 1904.

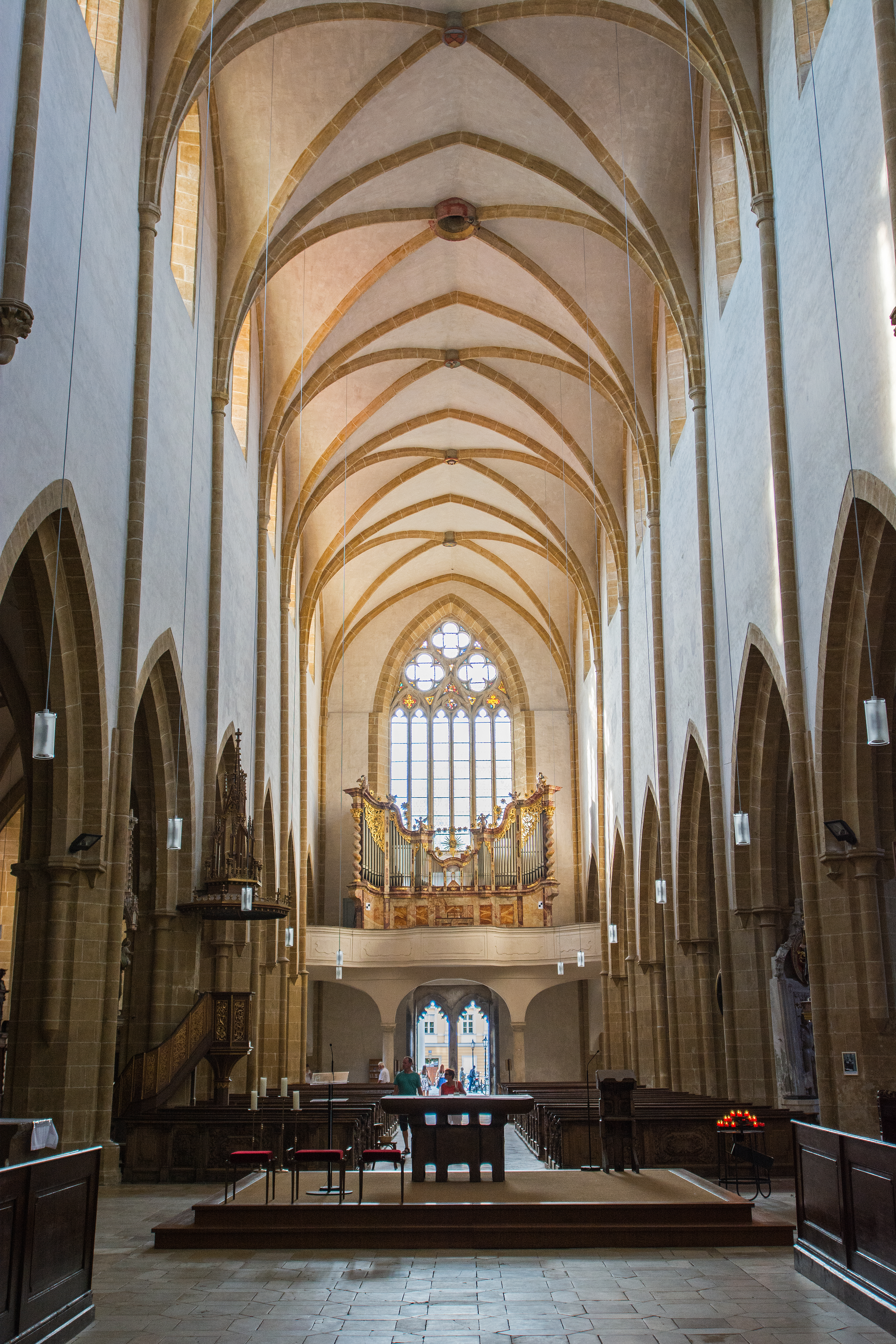
Nef.

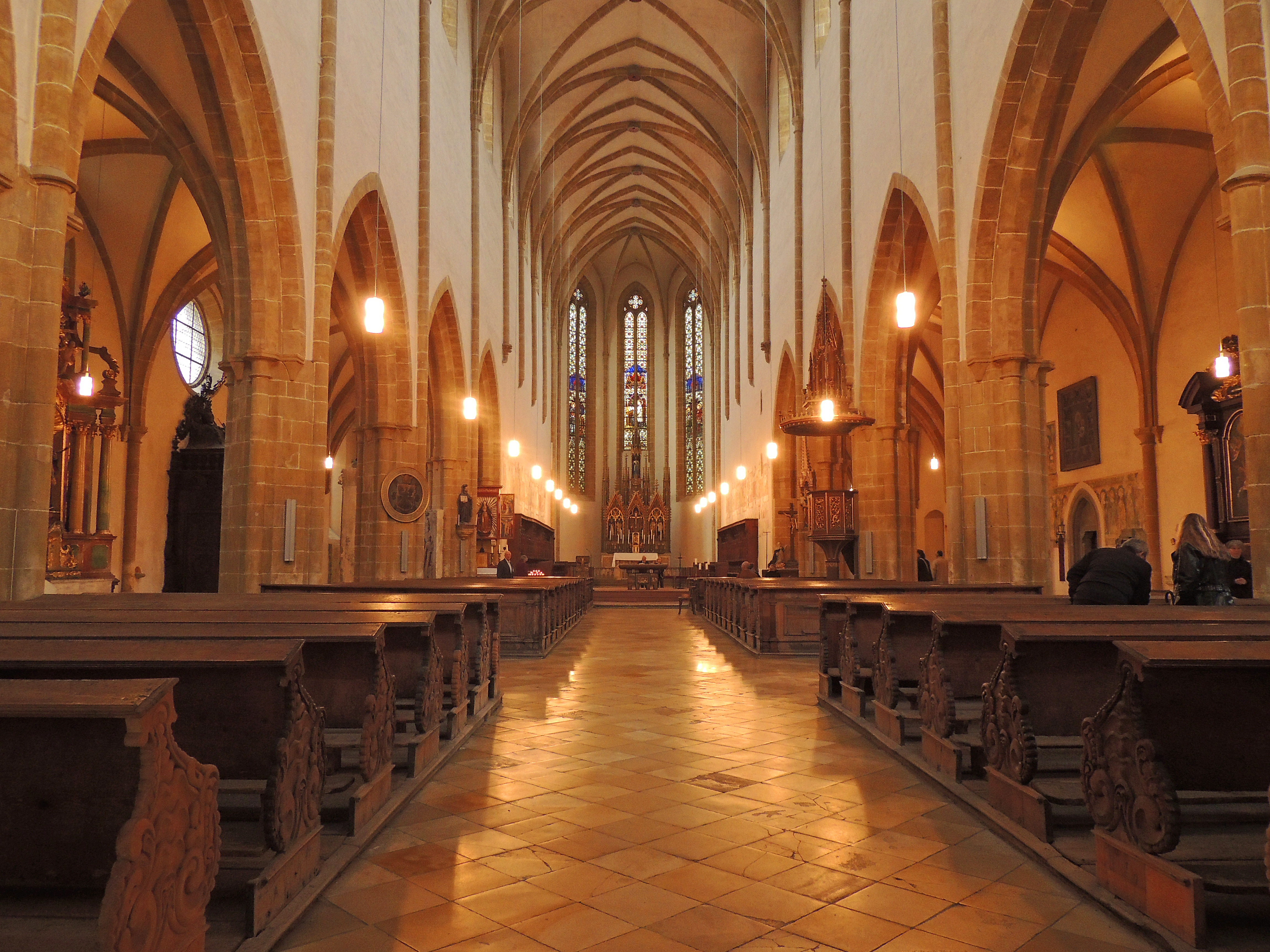
Nef.

## Histoire
Les moines mendiants dominicains sont appelés en 1229 à Ratisbonne par l'évêque Siegfried qui fait don de terres. Après Trèves, Coblence, Strasbourg et Magdebourg, l'ordre construit donc ici son cinquième monastère sur le sol allemand. Il se trouve alors à la périphérie occidentale de la ville. Au cours des années suivantes, d'autres bâtiments du monastère sont regroupés autour de l'église, créant une vaste zone fermée, si bien que la ville interdit aux dominicains d'acquérir d'autres terrains en 1306. Comme les autres ordres mendiants, les dominicains n'étaient pas soumis à la juridiction épiscopale ou municipale et jouissaient d'une grande popularité parmi la population, et de qui elle recevait aide matérielle et financière.
La présence de saint Albert le Grand revêt d'une importance particulière dans les premières années de l'histoire du couvent. Le savant a travaillé comme lecteur au couvent de 1237 à 1240 et a été évêque de Ratisbonne de 1260 à 1262. Avec la construction de la bibliothèque, Albert fait du couvent un grand foyer scientifique de cette époque. À l'apogée du couvent, dans les années suivant 1350, la bibliothèque n'était dépassée que par les bibliothèques de l'abbaye Saint-Emmeran et l'abbaye de. À la fin du XVe siècle, le monastère était l'un des plus grands monastères dominicains du Saint-Empire avec quarante-neuf pères de chœur. Dans la période suivante, au début de la Réforme et de l'expulsion des juifs de Ratisbonne, le gouverneur Thomas Fuchs von Wallburg est enterré dans l'église dominicaine.

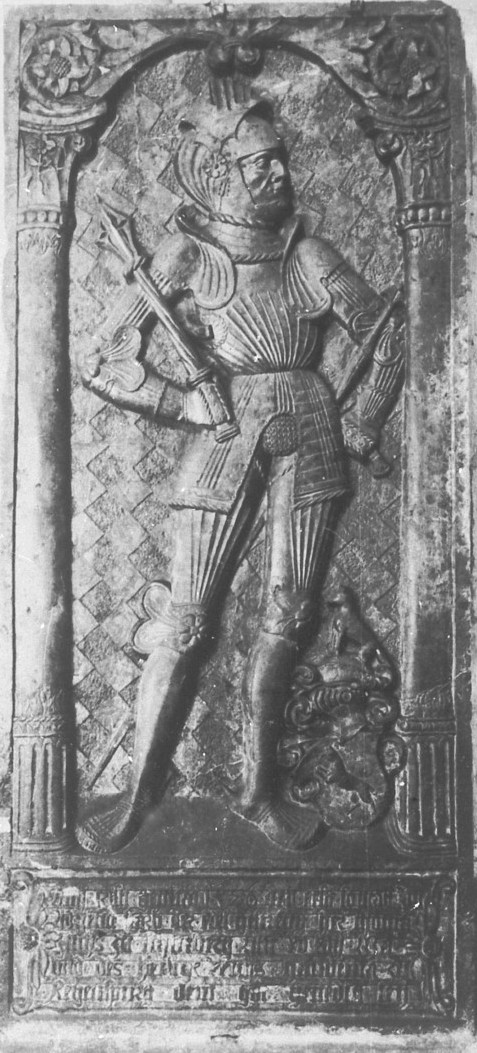
Tombe de Thomas Fuchs (par Jörg Gartner).

Au temps de la Réforme à partir de 1542, le monastère subit un déclin financier et les moines émigrent vers d'autres couvents parce que les legs et les dons disparaissent. En raison du manque de temples protestants et de la forte demande de culte protestant, l'église dominicaine, qui avait été abandonnée par la plupart des moines, est utilisée comme église simultanée (c'est-à-dire partageant le culte entre protestants et catholiques dans des espaces séparés). Ainsi après 1563, le conseil municipal décide que la nef est disponible pour les offices protestants tandis que le chœur - séparé par un rideau - est réservé aux catholiques servis par les quelques moines qui n'étaient pas partis. Au début de la Guerre de Trente Ans, la région redevient catholique et les dominicains mènent des recours contre l'usage de la nef par les protestants. Le conseil municipal décide en février 1627 de renoncer à l'usage de la nef en échange d'un paiement considérable de  six mille florins. Les protestants font donc construire l'église de la Trinité qui est terminée en 1631. Lorsque les Suédois assiègent Ratisbonne et l'occupent en 1632-1634, ils cantonnent dans l'église et le couvent qui sont dégradés. Le couvent se détériore de plus en plus au fil du temps et finalement il est dissous en 1806 sous le règne du prince-évêque Charles-Théodore de Dalberg. L'église est devenue l'église de la congrégation mariale masculine de Ratisbonne en 1810. De 1966 à 1971, des travaux de restauration ont été effectués dans l'église, qui se sont poursuivis au début du XXIe siècle et ont repris depuis 2015.

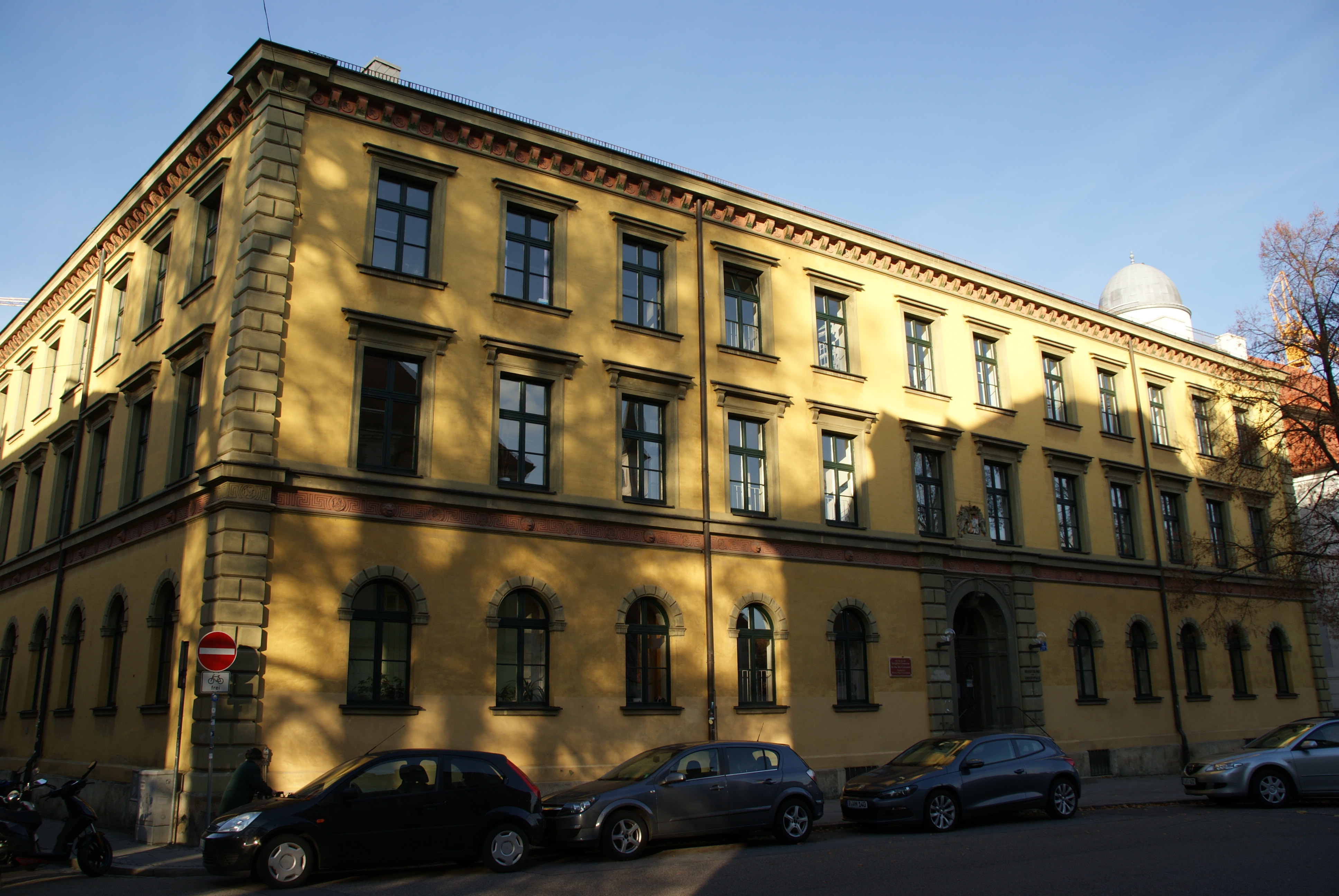
Vue de l'ancien couvent sur l'Ägidienplatz (2010).

## Couvent
Après la dissolution du couvent des Dominicains, celui-ci devient une école de garçons, puis la faculté de philosophie et de théologie pour les séminaristes de l'université de Ratisbonne, jusqu'en 1973. L'ancienne école secondaire de garçons (Neue Königlich-Bayerische Gymnasium) s'installe à partir de 1875 ailleurs et devient en 1880 l'Altes Gymnasium, puis change de nom en 1962 devenant l'Albertus-Magnus-Gymnasium, et déménage en 1965 dans de nouveaux bâtiments modernes dans la partie Ouest de la ville.
Le cloître et une ancienne salle de conférence avec des chaises médiévales pour professeurs et assistants, qui sert aujourd'hui de chapelle Saint-Albert-le-Grand, sont conservés du monastère médiéval.

## Source de la traduction
- (de) Cet article est partiellement ou en totalité issu de l’article de Wikipédia en allemand intitulé « Dominikanerkirche St. Blasius (Regensburg) » (voir la liste des auteurs).